# Vlag van Bekkevoort
De vlag van Bekkevoort werd door de gemeenteraad op 16 april 1980 officieel vastgesteld als de gemeentelijke vlag van de Vlaams-Brabantse gemeente Bekkevoort. Op 9 december 1980 werd hij door het Bestuur van Vlaanderen bevestigd en uiteindelijk gepubliceerd op 29 januari 1981 in het officiële Belgisch Staatsblad.
Officieel wordt de vlag beschreven als:
Blauw, bezaaid met gele blokjes waarop een gele leeuw, rood getongd en geklauwd.
De vlag is gelijk uit het vierde kwart van het gemeentewapen, met daarop het wapen van de familie Nassau. De vlag lijkt sterk op de vlag van de Franse provincie Franche-Comté, behalve dat de leeuw daar wordt gekroond. De leeuw zijn ontleend uit de Vlaamse vlag.

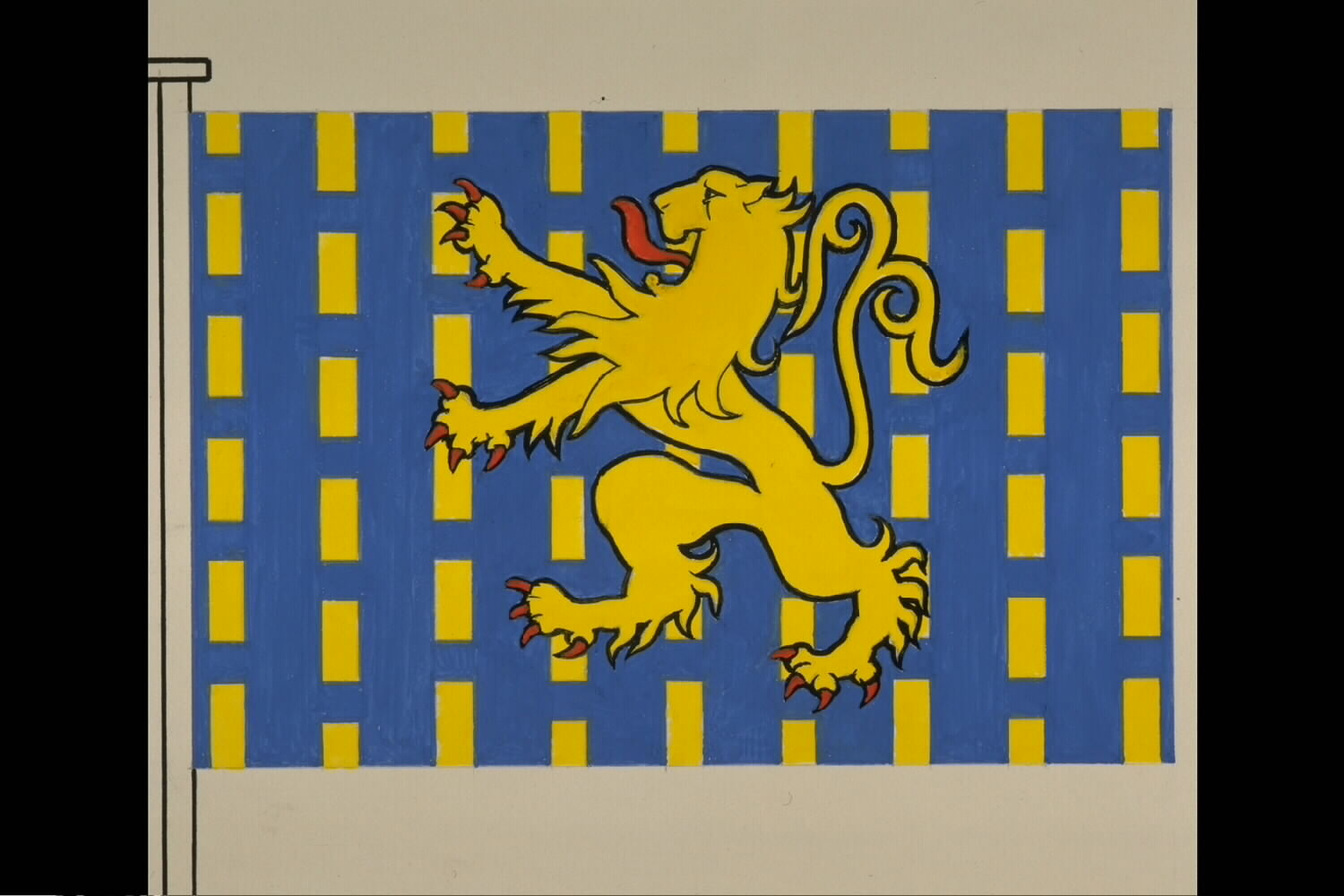
Officiële tekening van de vlag
Wapenschild van Nassau
Vlag van Franche-Comté
Vlag van Vlaanderen